# 1401
Il 1401 (MCDI in numeri romani) è un anno  del XV secolo.

## Eventi
- Concorso per la Porta Nord del Battistero di San Giovanni (Firenze): vi partecipano, tra gli altri Lorenzo Ghiberti, Filippo Brunelleschi, Jacopo della Quercia.

## Nati
- 27 marzo - Alberto III di Baviera, nobile († 1460)
- 12 maggio - Shōkō, imperatore giapponese († 1428)
- 14 giugno - Francesco d'Altobianco Alberti, banchiere e poeta italiano († 1479)
- 15 luglio - Giacomina di Hainaut, nobile francese († 1436)
- 23 luglio - Francesco Sforza, nobile italiano († 1466)
- 30 agosto - Giorgio Sfranze, generale e storico bizantino († 1477)
- 1º settembre - Maria di Trastámara († 1458)
- 9 settembre - Giovanni Antonio Orsini del Balzo, nobile e condottiero italiano († 1463)
- 27 ottobre - Caterina di Valois, sovrana francese († 1437)
- 14 novembre - Ludovico Scarampi Mezzarota, cardinale, condottiero e medico italiano († 1465)
- 26 novembre - Henry Beaufort, II conte di Somerset, conte britannico († 1418)
- 21 dicembre - Masaccio, pittore italiano († 1428)
- Adolfo VIII di Schaumburg, nobile († 1459)
- Caterina Appiano, nobildonna italiana († 1451)
- Carlo I di Borbone, nobile († 1456)
- Nicola Cusano, cardinale, teologo e filosofo tedesco († 1464)
- Mariano Socini il vecchio, giurista italiano († 1467)
- Jaume Roig, scrittore spagnolo († 1478)
- Dolce II dell'Anguillara, condottiero italiano († 1449)

## Morti
- 13 gennaio - Guglielmo d'Aigrefeuille il Giovane, cardinale francese (n. 1339)
- 25 marzo - Maria di Sicilia, duchessa (n. 1363)
- 18 maggio - Ladislao II di Opole, nobile polacco
- 21 maggio - Bertrand de Chanac, cardinale e patriarca cattolico francese
- 26 maggio - Andrea Franchi, vescovo cattolico italiano (n. 1335)
- 8 agosto - Thomas de Beauchamp, XII conte di Warwick, militare e politico inglese (n. 1338)
- 20 ottobre - Klaus Störtebeker, pirata tedesco (n. 1360)
- 4 novembre - Bartolomeo da Rinonico, religioso italiano
- 6 novembre - Battista Boccanegra, politico italiano
- Arnaud-Amanieu VIII d'Albret, militare e politico francese (n. 1338)
- Andronico Asen' Zaccaria, nobile italiano
- Annabella Drummond, regina (n. 1350)
- Giovanni II di Berry, conte francese (n. 1363)
- Michele di Lando, politico italiano (n. 1343)
- Gödeke Michels, pirata tedesco
- Cola Petruccioli, pittore italiano
- Hermann Poll, medico, astrologo e cembalaro austriaco (n. 1370)
- Pileo da Prata, cardinale e arcivescovo cattolico italiano
- Magister Wigbold, pirata tedesco (n. 1365)
- Antonio da Saluzzo, arcivescovo cattolico italiano
- Arrigo della Rocca, nobile italiano (n. 1340)
- Giovanni II di Empúries, principe (n. 1375)
- Wennemar von Brüggenei

## Calendario
| Calendario 1401 | Calendario 1401 | Calendario 1401 | Calendario 1401 | Calendario 1401 | Calendario 1401 | Calendario 1401 | Calendario 1401 | Calendario 1401 | Calendario 1401 | Calendario 1401 | Calendario 1401 | Calendario 1401 | Calendario 1401 | Calendario 1401 | Calendario 1401 | Calendario 1401 | Calendario 1401 | Calendario 1401 | Calendario 1401 | Calendario 1401 | Calendario 1401 | Calendario 1401 | Calendario 1401 | Calendario 1401 | Calendario 1401 | Calendario 1401 | Calendario 1401 | Calendario 1401 | Calendario 1401 | Calendario 1401 | Calendario 1401 | Calendario 1401 |
| --------------- | --------------- | --------------- | --------------- | --------------- | --------------- | --------------- | --------------- | --------------- | --------------- | --------------- | --------------- | --------------- | --------------- | --------------- | --------------- | --------------- | --------------- | --------------- | --------------- | --------------- | --------------- | --------------- | --------------- | --------------- | --------------- | --------------- | --------------- | --------------- | --------------- | --------------- | --------------- | --------------- |
|                 | 1               | 2               | 3               | 4               | 5               | 6               | 7               | 8               | 9               | 10              | 11              | 12              | 13              | 14              | 15              | 16              | 17              | 18              | 19              | 20              | 21              | 22              | 23              | 24              | 25              | 26              | 27              | 28              | 29              | 30              | 31              |                 |
| Gennaio         | Sa              | Do              | Lu              | Ma              | Me              | Gi              | Ve              | Sa              | Do              | Lu              | Ma              | Me              | Gi              | Ve              | Sa              | Do              | Lu              | Ma              | Me              | Gi              | Ve              | Sa              | Do              | Lu              | Ma              | Me              | Gi              | Ve              | Sa              | Do              | Lu              |                 |
| Febbraio        | Ma              | Me              | Gi              | Ve              | Sa              | Do              | Lu              | Ma              | Me              | Gi              | Ve              | Sa              | Do              | Lu              | Ma              | Me              | Gi              | Ve              | Sa              | Do              | Lu              | Ma              | Me              | Gi              | Ve              | Sa              | Do              | Lu              |                 |                 |                 |                 |
| Marzo           | Ma              | Me              | Gi              | Ve              | Sa              | Do              | Lu              | Ma              | Me              | Gi              | Ve              | Sa              | Do              | Lu              | Ma              | Me              | Gi              | Ve              | Sa              | Do              | Lu              | Ma              | Me              | Gi              | Ve              | Sa              | Do              | Lu              | Ma              | Me              | Gi              |                 |
| Aprile          | Ve              | Sa              | Do              | Lu              | Ma              | Me              | Gi              | Ve              | Sa              | Do              | Lu              | Ma              | Me              | Gi              | Ve              | Sa              | Do              | Lu              | Ma              | Me              | Gi              | Ve              | Sa              | Do              | Lu              | Ma              | Me              | Gi              | Ve              | Sa              |                 |                 |
| Maggio          | Do              | Lu              | Ma              | Me              | Gi              | Ve              | Sa              | Do              | Lu              | Ma              | Me              | Gi              | Ve              | Sa              | Do              | Lu              | Ma              | Me              | Gi              | Ve              | Sa              | Do              | Lu              | Ma              | Me              | Gi              | Ve              | Sa              | Do              | Lu              | Ma              |                 |
| Giugno          | Me              | Gi              | Ve              | Sa              | Do              | Lu              | Ma              | Me              | Gi              | Ve              | Sa              | Do              | Lu              | Ma              | Me              | Gi              | Ve              | Sa              | Do              | Lu              | Ma              | Me              | Gi              | Ve              | Sa              | Do              | Lu              | Ma              | Me              | Gi              |                 |                 |
| Luglio          | Ve              | Sa              | Do              | Lu              | Ma              | Me              | Gi              | Ve              | Sa              | Do              | Lu              | Ma              | Me              | Gi              | Ve              | Sa              | Do              | Lu              | Ma              | Me              | Gi              | Ve              | Sa              | Do              | Lu              | Ma              | Me              | Gi              | Ve              | Sa              | Do              |                 |
| Agosto          | Lu              | Ma              | Me              | Gi              | Ve              | Sa              | Do              | Lu              | Ma              | Me              | Gi              | Ve              | Sa              | Do              | Lu              | Ma              | Me              | Gi              | Ve              | Sa              | Do              | Lu              | Ma              | Me              | Gi              | Ve              | Sa              | Do              | Lu              | Ma              | Me              |                 |
| Settembre       | Gi              | Ve              | Sa              | Do              | Lu              | Ma              | Me              | Gi              | Ve              | Sa              | Do              | Lu              | Ma              | Me              | Gi              | Ve              | Sa              | Do              | Lu              | Ma              | Me              | Gi              | Ve              | Sa              | Do              | Lu              | Ma              | Me              | Gi              | Ve              |                 |                 |
| Ottobre         | Sa              | Do              | Lu              | Ma              | Me              | Gi              | Ve              | Sa              | Do              | Lu              | Ma              | Me              | Gi              | Ve              | Sa              | Do              | Lu              | Ma              | Me              | Gi              | Ve              | Sa              | Do              | Lu              | Ma              | Me              | Gi              | Ve              | Sa              | Do              | Lu              |                 |
| Novembre        | Ma              | Me              | Gi              | Ve              | Sa              | Do              | Lu              | Ma              | Me              | Gi              | Ve              | Sa              | Do              | Lu              | Ma              | Me              | Gi              | Ve              | Sa              | Do              | Lu              | Ma              | Me              | Gi              | Ve              | Sa              | Do              | Lu              | Ma              | Me              |                 |                 |
| Dicembre        | Gi              | Ve              | Sa              | Do              | Lu              | Ma              | Me              | Gi              | Ve              | Sa              | Do              | Lu              | Ma              | Me              | Gi              | Ve              | Sa              | Do              | Lu              | Ma              | Me              | Gi              | Ve              | Sa              | Do              | Lu              | Ma              | Me              | Gi              | Ve              | Sa              |                 |